# Cyma
 (juillet 2021).
Cyma est une manufacture horlogère suisse familiale fondée en 1862 par Henri Frédéric Sandoz (1851-1913). Le siège de la fabrique se trouve au Locle.
Le nom « Cyma » provient de la forme latine du mot « Cime » (sommet). Le logo représente la lettre C du nom Cyma enveloppant une mappemonde stylisée.
À partir de 2007, Françoise Guilgot dirige l'entreprise.

## Histoire
L'entreprise Cyma est fondée en 1862, lorsque Henri Frédéric Sandoz fait ses premiers produits horloger.
Au début du XXe siècle, l'entreprise fabrique un mouvement à ancre extra-plat intégré dans une montre de poche. La pièce est produite en série à partir de 1903. En 1905, Cyma commercialise le calibre 701, d'une épaisseur de 3,85 millimètres.
La première montre automatique de Cyma est lancée en 1943, dotée d'un calibre 420 muni d'un rotor unidirectionnel.
En 1959, l'entreprise Cyma intègre le groupe Heuroplan, regroupant les marques Movado, Eska, Cyma, et Juvenia en Suisse, et la marque Nappey en France,.
À partir de 2007, Françoise Guilgot dirige l'entreprise.